# Habronattus decorus
Habronattus decorus là một loài nhện trong họ Salticidae.
Loài này thuộc chi Habronattus. Habronattus decorus được John Blackwall miêu tả năm 1846.

## Hình ảnh

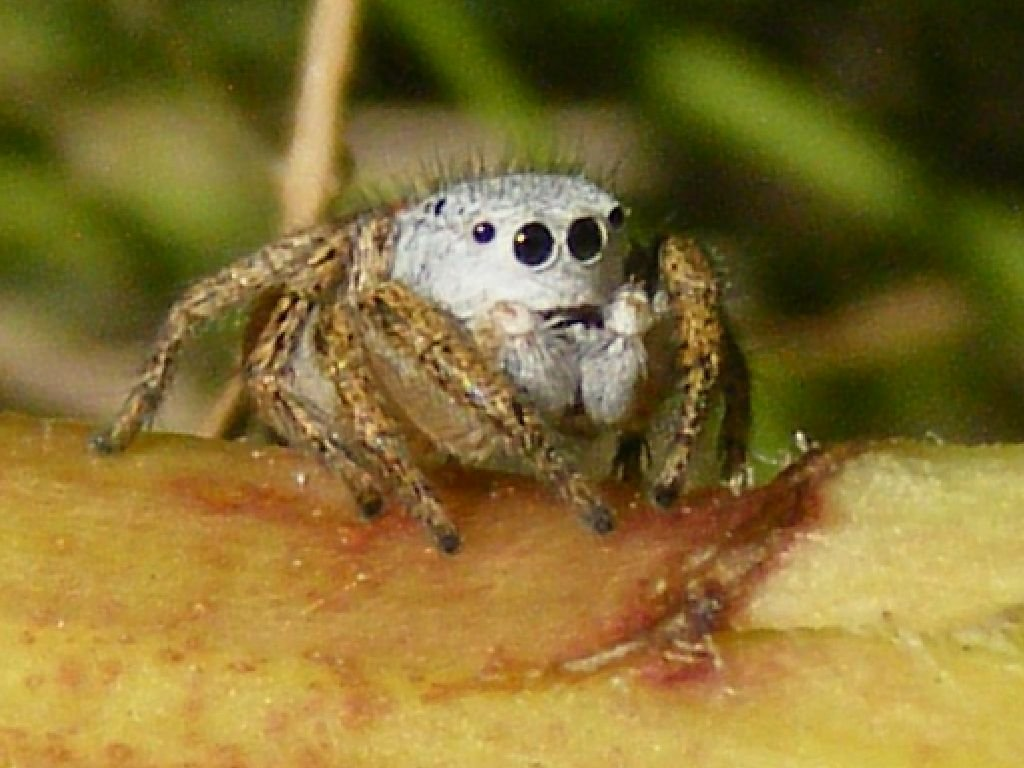
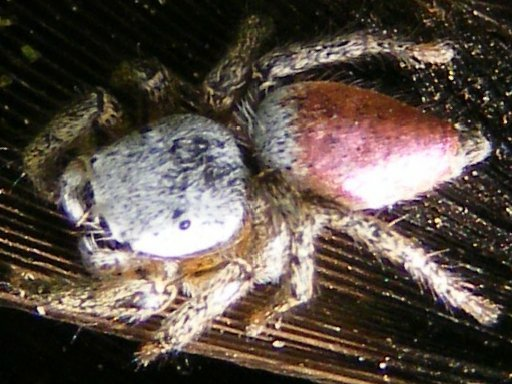
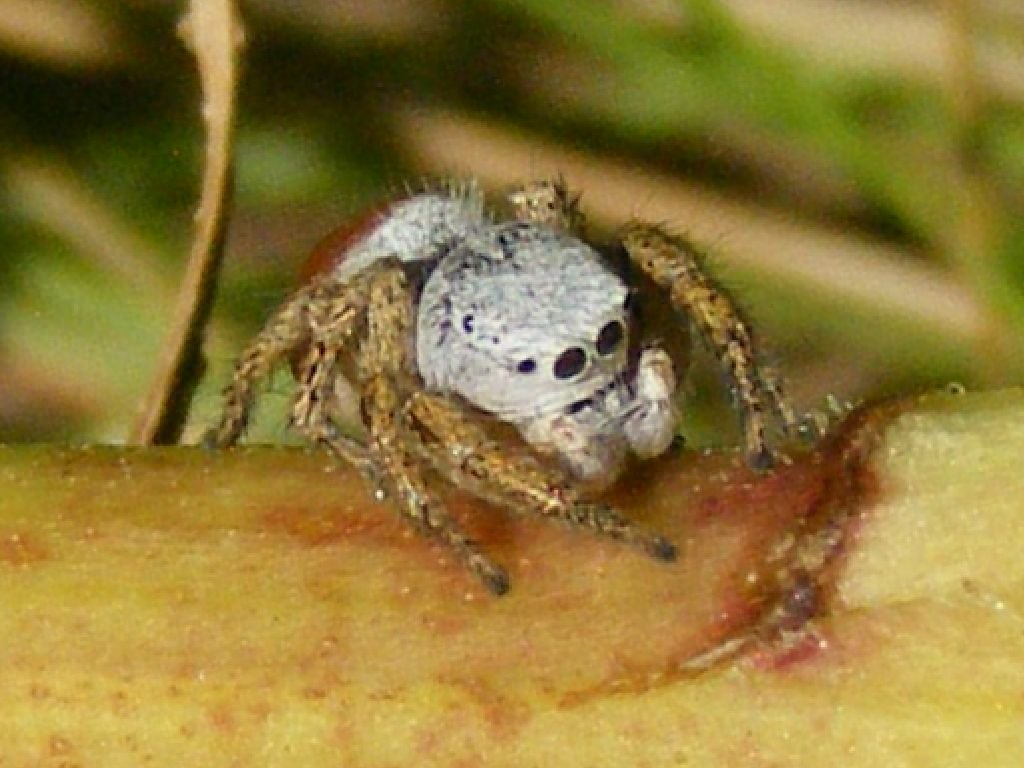
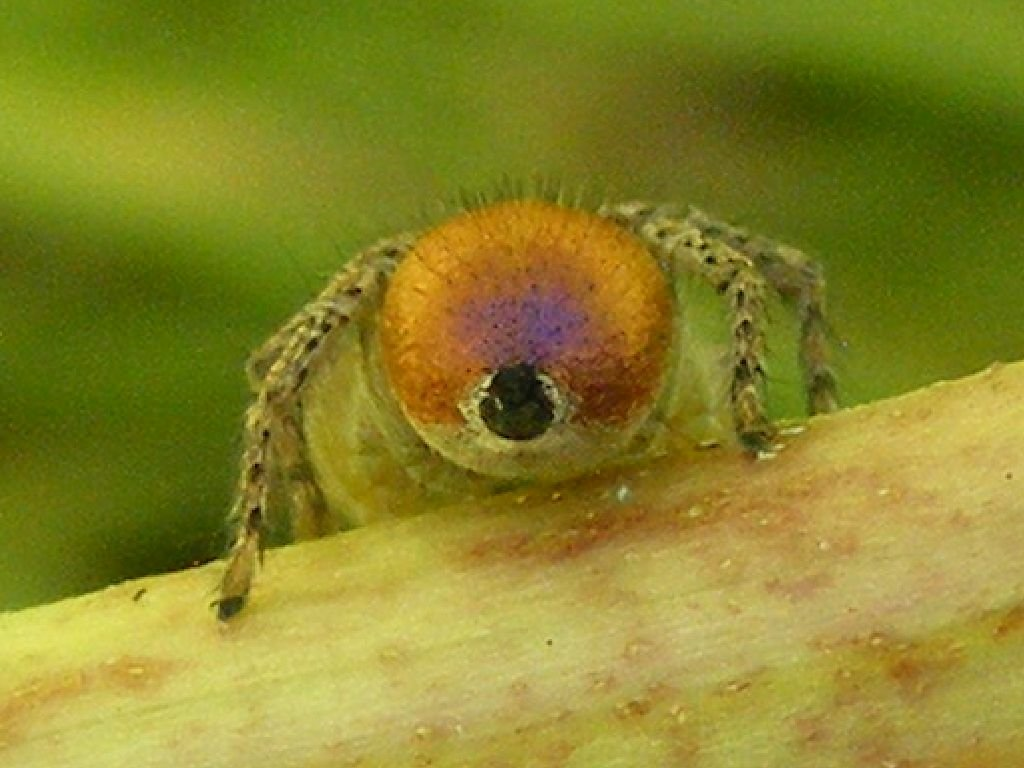